# Detomidin
Detomidin je imidazolni agonist α2-adrenergičkog receptora koji se koristi kao sedativ za velike životinje, prvenstveno konje. On je obično dostupan u obliku soli detomidin hidrohlorida. Ovaj lek se izdanje na recepat. U prodaji je pod imenom Dormosedan.

## Osobine
Detomidin je sedativ sa analgetičkim svojstvima. Agonisti α2-adrenergičkog receptora proizvode od doze zavisne sedativne i anagetičke efekte. Usled inhibicije simpatetičkog nervnog sistema, detomidin takođe utiče na srce, respiratorni sistem, a ima i antidiuretičko dejstvo.

## Spoljašnje veze
- [https://web.archive.org/web/20120830163703/http://www.oaep.ca/

|  | Molimo Vas, obratite pažnju na važno upozorenje u vezi sa temama iz oblasti medicine (zdravlja). |